# Connah's Quay

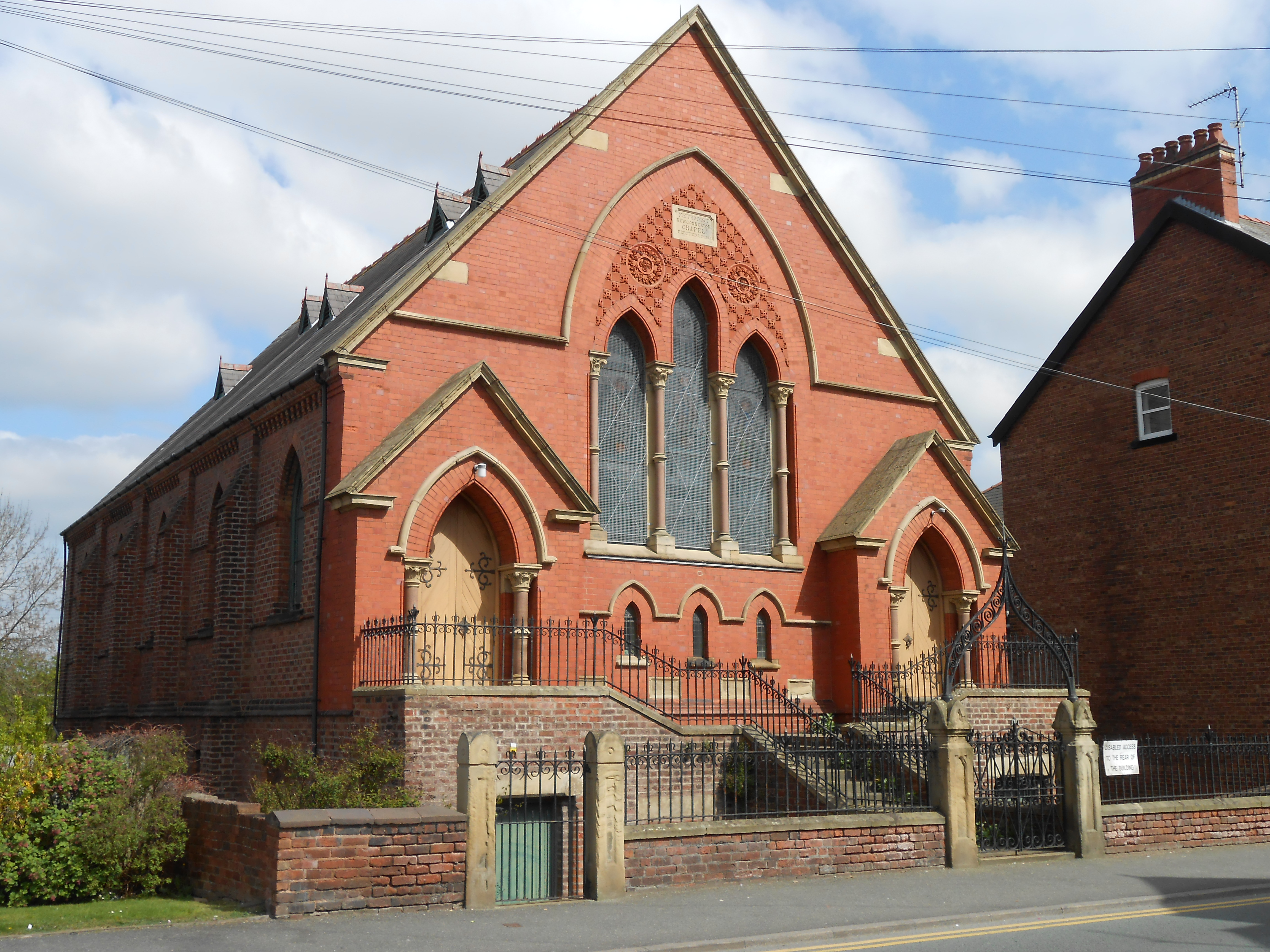
Edificio religioso a Connah's Quay

Connah's Quay (in gallese: Cei Connah) è una cittadina di circa 17.000 abitanti del Galles nord-orientale, facente parte della contea del Flintshire (contea cerimoniale: Clwyd) e situata lungo l'estuario sulla baia di Liverpool del fiume Dee, al confine con l'Inghilterra. È il centro più popoloso della contea.

## Geografia fisica
Connah's Quay si trova nell'estremità settentrionale della contea del Flintshire. Il territorio della community di Connah's Quay confina con quello delle community di Oakenholt (situata a nord id Connah's Quay), di Ewloe (situata a sud di Connah's Quay) e di Shotton (situata ad est di Connah's Quay).; il fiume Dee scorre a nord della città.

## Origini del nome
Si ritiene che il toponimo Connah's Quay possa derivare da The Old Quay House, un edificio pubblico che si trovava lungo i dock.
Un'altra ipotesi la fa derivare dal nome di una donna, tale Mary Connah, proprietaria di un dock. Le persone che lo attraversavano vi facevano infatti riferimento chiamandolo "Connah's Quay" ("il dock della Connah").

## Monumenti e luoghi d'interesse

### Chiesa di San Marco
Tra i principali edifici d'interesse di Connah's Quay, figura la chiesa parrocchiale dedicata a San Marco, che risale al 1836 (con aggiunte del 1876 e 1878 da parte dell'architetto John Douglas).
|  |

## Società

### Evoluzione demografica
Nel 2014 la popolazione stimata di Connah's Quay era di 16.837 abitanti.
La località ha quindi conosciuto un incremento demografico rispetto al 2011, quando la popolazione censita era pari a 16.774 abitanti e al 2001, quando la popolazione censita era pari a 16.526 abitanti.

## Sport
- La squadra di calcio locale è il GAP Connah's Quay Football Club (già Connah's Quay Nomads F.C.)[3]